# Don’t Panic (All-Time-Low-Album)
Don’t Panic ist das fünfte Studioalbum der US-amerikanischen Pop-Punk-Band All Time Low aus Towson, Maryland. Es erschien am 8. Oktober 2012 über Hopeless Records.
Alle Stücke wurden von Alex Gaskarth und Mike Green verfasst. Beim Stück Outlines wirkte zudem Patrick Stump von Fall Out Boy mit. Das Album stieg in den Vereinigten Staaten auf Platz 6 der Albumcharts ein und landete auf Platz 9 im Vereinigten Königreich. In den Staaten verkaufte sich das Album 48.000 Mal in der ersten Verkaufswoche.

## Hintergrund
Das Vorgängeralbum Dirty Work erschien 2011 weltweit über Interscope Records. Im Mai 2012 verkündete die Band die Trennung von ihrer Plattenfirma. Am 1. Juni 2012 veröffentlichte die Gruppe das Stück The Reckless and the Brave, welches kostenfrei auf der Homepage der Band heruntergeladen werden konnte. Am 22. Juni erschien zu dem Lied ein Lyric-Video. Anfang Juli gab die Band bekannt wieder bei Hopeless Records unter Vertrag zu stehen, welches bereits vorher Alben der Band finanziert hatte.
Am 24. August 2012 wurde über das Magazin Alternative Press die zweite Single, For Baltimore veröffentlicht. Die Musiker beschrieben Don't Panic als ihr bis dato bestes Album. Sänger Alex Gaskarth sagte über das Album:

„With this record, a big part of the process was finding what made our band special on each of our past records. This time around, rather than taking influence from anything we were listening to at the time—or anything we want to touch on generationally—the goal was to make an album that we felt reflected the best aspects of our previous releases.“

Am 28. August 2012 wurde ein Albumankündigungstrailer veröffentlicht. In diesem Trailer waren die Stücke For Baltimore, Outlines und Somewhere in Neverland zu hören. Am 2. Oktober 2012 konnte man das Album auf dem YouTube-Kanal des Labels anhören. Sechs Tage später wurde das Album offiziell auf dem Markt gebracht. Das Album wurde komplett von Mike Green produziert. Die Gruppe unterbrach ihre Tournee, um an dem Album zu arbeiten.
Am 1. Februar 2013 begannen die Musiker mit den Aufnahmen des Musikvideos zum Stück Somewhere in Neverland, welches am 19. März 2013 offiziell auf MTV erstmals ausgestrahlt wurde. Am 9. Mai 2013 folgte die Erstausstrahlung des Musikvideos zum Lied Backseat Serenade.

## Titelliste
1. The Reckless and the Brave
2. Backseat Serenade
3. If These Sheets Were States
4. Somewhere in Neverland
5. So Long, Soldier
6. The Irony of Choking on a Lifesaver
7. To Live and Let Go
8. Outlines
9. Thanks to You
10. For Baltimore
11. Paint You Wings
12. So Long, and Thanks for All the Booze

## Neu-Auflage:Don't Panic: It's Longer Now!
Am 30. September 2013 wurde mit Don't Panic: It's Longer Now! eine Neuauflage des Albums über Hopeless Records auf dem Markt gebracht. Es enthält vier brandneue Stücke, sowie vier Akustversionen von Liedern aus der Erstauflage des Albums.
Zu der Neuauflage des Albums wurde am 2. September 2013 mit A Love Like War eine Singleauskopplung veröffentlicht. Als Gastmusiker ist Vic Fuentes von Pierce the Veil zu hören. Bei diesem Lied war Fuentes einer Liedtextschreiber.

### Titelliste
1. The Reckless and the Brave
2. A Love Like War (feat. Vic Fuentes)
3. Backseat Serenade
4. Me Without You (All I Ever Wanted)
5. If These Sheets Were States
6. Somewhere in Neverland
7. So Long Soldier
8. Canals
9. The Irony of Choking on a Lifesaver
10. To Live and Let Go
11. Outlines
12. Thanks to You
13. For Baltimore
14. Paint You Wings
15. So Long, and Thanks for All the Booze
16. Oh, Calamity!
17. For Baltimore (Akustik)
18. Somewhere in Neverland (Akustik)
19. The Reckless and the Brave (Akustik)
20. Backseat Serenade (Akustik)

## Kritiken
Don't Panic erhielt überwiegend positive Kritiken. Bei Metacritic erhielt das Album eine Wertung von 74 Prozent. In der Community AbsolutePunk sind es sogar 90 Prozent. Das britische Kerrang bewertete das Album mit 3, Sputnikmusic und Allmusic mit 3,5 von fünf möglichen Punkten.
Im Rock Sound und bei Under the Gun Review wurde das Album mit 8 von 10 Punkten bewertet. Auch das Alternative Press zeigte sich begeistert und bewertete die Platte mit vier von fünf Punkten. Alter the Press! strich bei ihrer Rezension lediglich einen halben Stern und bei Idobi erhielt Don't Panic die Höchstwertung.